# Cerberus Capital Management
Cerberus Capital Management (CCM) est une société d'investissement américaine spécialisée dans la gestion de fonds de placement. Fondée en 1992, son siège social est à New York.
L'ensemble de ses investissements se montent à 25 milliards de dollars dans près de 300 entreprises du monde entier. Cerberus Partners est un fonds qui gère de trois à quatre milliards de dollars d'actifs.

## Histoire
Le 24 décembre 2008, Cerberus a limité ou suspendu les remboursements aux clients de plusieurs de ses fonds, notamment Cerberus Partners. Les retraits sont limités à 20 % de la valeur du fonds. Le 30 décembre 2008, le département du Trésor des États-Unis engage six milliards de dollars, dont cinq milliards de recapitalisation, pour sauver le groupe de services financiers GMAC contrôlé par General Motors et Cerberus.
Le 20 janvier 2009, le vice-président de FIAT et représentant de la famille Agnelli, John Elkann confirme que FIAT a des discussions avec Chrysler et Cerberus Capital Management qui détient 80,1 % de Chrysler. Selon The Wall Street Journal, FIAT s'apprête à prendre une participation de 35 % au capital de son concurrent américain Chrysler dans le cadre d'un partenariat stratégique entre les deux entreprises. FIAT disposerait d'une option pour porter sa participation à terme à 55 %.
Le 12 avril 2010, Cerberus Capital Management achète une des plus importantes sociétés militaires privées au monde pour 1,5 milliard de dollars, la firme philanthropique DynCorp (qui œuvre aussi dans la production de vaccins vis sa filiale Dyn-port).
Le 6 mars 2014, la chaîne de grande distributions américaine Safeway accepte l'OPA de Cerberus, opération qui s'élève à un montant de 9,4 milliards de dollars. Cerberus possède alors déjà des activités dans la grande distribution, avec 650 magasins qu'il a acquis lors du rachat Albertsons par SuperValu en 2006, puis lors de l'acquisition en janvier 2013, de magasins de SuperValu pour alléger la dette de ce dernier.
En février 2023, Cerberus annonce avoir accepté un accord pour régler la poursuite intentée à l'endroit de la banque CIBC pour 770 millions $ américains concernant des transactions financières durant la crise de 2008,.

## Composition du groupe Cerberus en 2007
Parmi les entreprises entièrement ou majoritairement détenues par Cerberus figurent : 
- les sociétés de location de voitures Alamo et National,
- le fabricant de vêtements de sport italien Fila,
- les bus jaunes Blue Bird,
- les vêtements Rafaella,
- GMAC,
- les équipementiers automobiles CTA Acoustics et GDX Automotive,
- des banques,
- des sociétés de crédit immobilier et des gestionnaires immobiliers.

Cerberus a également lancé une offre d'investissement de plusieurs milliards de dollars pour la reprise de Delphi mais s'est retiré afin de se concentrer sur le rachat de Chrysler. Il s'est également intéressé au rachat des actifs de Tower Automotive (en faillite)  pour 1 milliard de dollars.
Avec le rachat de 80,1 % du capital de Chrysler pour 7,4 milliards US$, dont 1,45 milliard ira directement à Daimler-Benz AG, Cerberus a doublé son chiffre d'affaires annuel mais, en juin 2009, a revendu une première tranche de sa participation dans Chrysler au groupe italien FIAT et le solde en 2010.